# Kanzashi

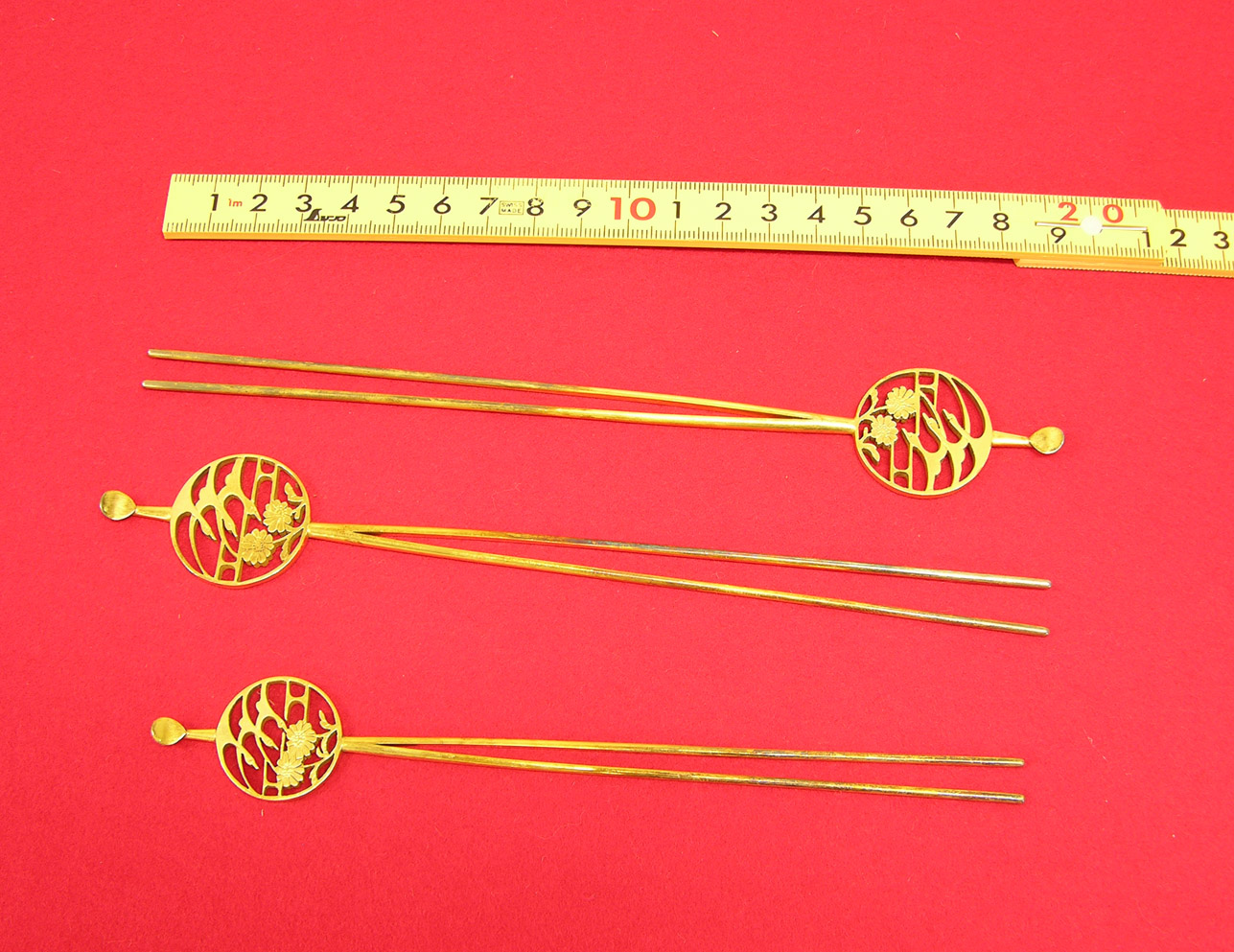
Kanzashi banyats en or, de període desconegut.

Els kanzashi (簪) són ornaments per als cabells utilitzats en pentinats tradicionals japonesos. Els seus orígens es remunten al moment que la dona japonesa abandona el típic estil taregami on els cabells eren mantinguts lacis i llargs, i s'adopta el tall d'estil nigongami. Es van fer populars en el període Edo, quan els artesans començaren a crear productes de manufactura més refinada.
Avui dia, els kanzashi són utilitzats generalment en l'ornamentació de núvies o dones que fan de vestir un quimono una professió, com geishes, tayu i yujo o adeptes a la cerimònia del te i ikebana. De tota manera, l'ús d'aquests accessoris sobreviu en aquelles dones japoneses que desitgen arreglar-se i agregar un toc elegant al seu habillament.
Els kanzashi són fabricats en una àmplia gamma de materials, com fusta lacada, or, metalls platejats, carei i seda, i últimament, plàstic.
Existeixen moltes varietats i estils d'ús dels kanzashi. La manera en què la geisha l'utilitza als seus cabells n'indica l'estatus immediatament davant una audiència coneixedora del tracte d'aquestes professionals. Les maiko (aprenentes de geisha) usen una quantitat de kanzashi major i més elaborada que les seues col·legues majors.

## Tipus dekanzashi
N'hi ha molts tipus: des dels bàsics fins als més complexos hana ('flor', en japonès).

### Kanzashibàsics

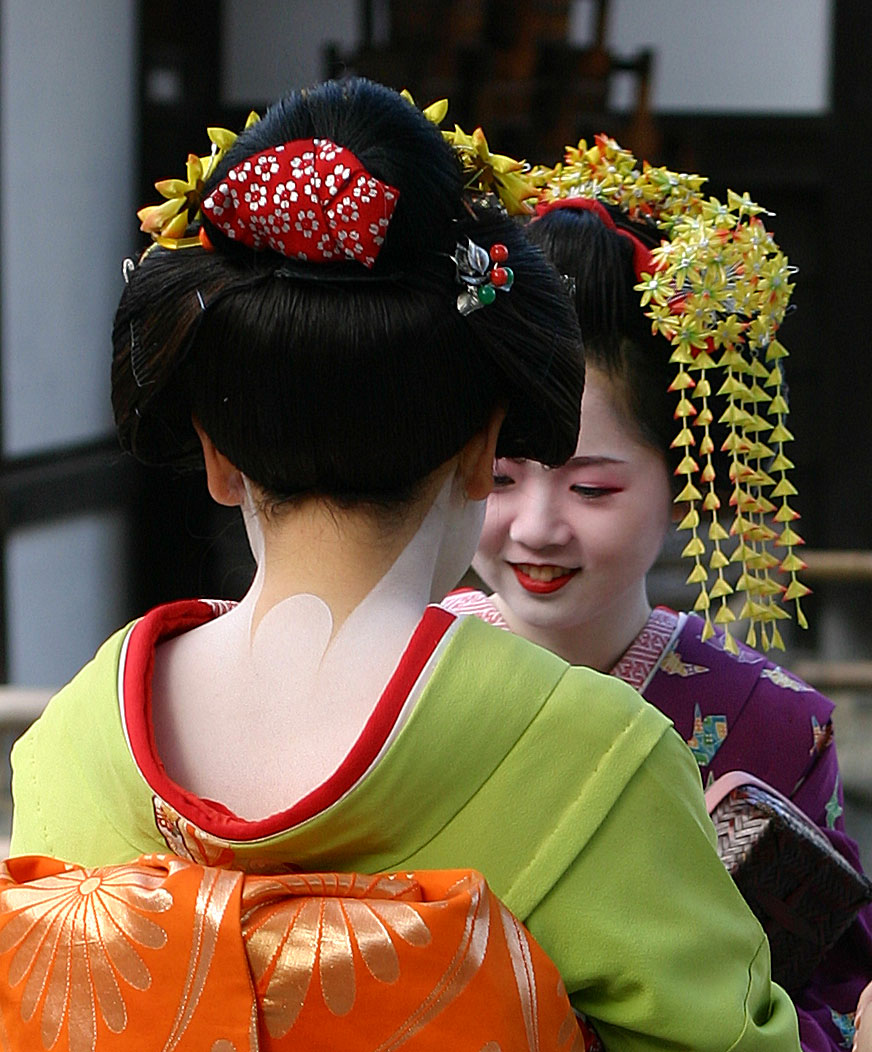
Dues maiko usant kanzashi als pentinats. En segon pla es pot observar el tipus de kanzashi anomenat hana.

- Bira bira - també dits volàtils o estil penjant: es componen de peces de metall preses d'anells al cos de l'ornament perquè es moguen independentment, amb un dringueig suau (el qual de vegades és accentuat per menuts cascavells addicionals) o llargues cadenes de flors de seda dites shidare.

- Kogai - són menudes vares de Becco (conquilla de carei, real o falsa) o altres materials, com ara ceràmiques diverses o metalls. Kogai significa 'espasa' en japonès. D'ací prové l'ús d'aquests pintes que s'amaguen en les mànigues del quimono i s'utilitzen com en una espasa en el seu estoig. S'acompanyen usualment per un joc de pintes

- Kushi - també dits estil pinta: generalment són pintes arrodonides, de carei o fusta lacada, amb aplicacions de mareperla o detalls daurats, situats als cabells en un pentinat mage (chignon).

- Kanoko Dome - són accessoris sobrecarregats de joies realitzats en or, plata, carei, jade, coral, perles i altres pedres semiprecioses.

- Ōgi - també dits de princesa: tenen forma de ventall metàl·lic i s'hi troben impresos kamon en alumini. Són els utilitzats per les maiko.

### Hana kanzashi
Les llargues cadenes de flors són característiques de la maiko quan aquesta utilitza els adorns kanzashi tipus hana. Aquests són creats per artesans japonesos utilitzant quadrats de seda entrellaçats amb una tècnica coneguda com a tsunami. Cada quadrat és doblegat diverses vegades amb l'ajuda de tenalles i tallat com un pètal individual. Aquests s'ajunten per guies metàl·liques per darrere creant flors que després es poden connectar a una tira de seda per a crear una cascada de flors. Les papallones i ocells són figures bastant comunes en aquest tipus d'art. Altres detalls d'estams són creats amb l'ús de mizuhiki, una trena molt fina i resistent generalment acolorida, feta amb paper washi.
Les geishes usen diferents hana kanzashi segons el mes o festa nacional. En els mesos d'estiu (juny a setembre), s'usen ornaments de jade amb detalls blancs o metàl·lics. En l'hivern (octubre a maig), de carei i corall.